# Gusztáv és az élet értelme
A Gusztáv és az élet értelme a Gusztáv című rajzfilmsorozat harmadik évadának első epizódja.

## Rövid tartalom
Gusztáv annyira bánkódik kedves aranyhala elpusztulása miatt, hogy beleugrik a folyóba, de ott talál egy halat, s ettől megvigasztalódik.

## Alkotók
- Rendezte: Jankovics Marcell
- Írta: Dargay Attila, Jankovics Marcell, Nepp József
- Zenéjét szerezte: Pethő Zsolt
- Operatőr: Henrik Irén, Nagy Csaba
- Hangmérnök: Horváth Domonkos
- Vágó: Czipauer János
- Színes technika: Boros Magda, Dobrányi Géza
- Gyártásvezető: Kunz Román

Készítette a Pannónia Filmstúdió.